# شاستارکا
شاستارکا (به لهستانی:  Szastarka) یک روستا در لهستان است که در گمینا شاستارکا واقع شده‌است.